# Jeff York
Jeff York (* 23. März 1912 in Los Angeles, Kalifornien als Granville Owen Scofield; † 11. Oktober 1995 in Woodland Hills, Kalifornien) war ein US-amerikanischer Schauspieler.

## Leben und Karriere
Jeff York wurde in Los Angeles geboren, wuchs allerdings ab dem Säuglingsalter in San José auf. Er studierte am San Jose State Teachers College und war im Anschluss daran für eineinhalb Jahre ein professioneller Boxer, ehe er sich der Schauspielerei zuwandte. Nach einer kurzen Zeit bei der Bühne kam er im Jahr 1937 zum Hollywood-Kino. Sein Debüt in Kid Galahad – Mit harten Fäusten blieb in den Credits unerwähnt, doch anschließend folgten einige substanzielle Rollen in B-Filmen. Durch Vermittlung von Garson Kanin und erfolgreiche Probeaufnahmen erhielt York im Jahr Ende 1941 einen Vertrag bei Metro-Goldwyn-Mayer, wurde allerdings wenig später für drei Jahre in die United States Army im Rahmen des Zweiten Weltkrieges einberufen. Nach seiner Entlassung aus der Armee erhielt er einige Nebenrollen bei MGM, so 1945 als Soldat in Schnellboote vor Bataan und 1946 als Streifenpolizist, der beinahe Zeuge eines Mordes wird, im Film noir Im Netz der Leidenschaften an der Seite von Lana Turner und John Garfield. In der aufwendigen Literaturverfilmung Die Wildnis ruft war er ebenfalls 1946 als Oliver Hutto, ein Freund der von Claude Jarman junior dargestellten Hauptfigur, zu sehen.
Als MGM seinen Vertrag nicht verlängerte, musste York als freier Schauspieler arbeiten und die Qualität seiner Rollen ließ nach. In den Filmklassikern Vater der Braut und Asphalt-Dschungel blieb er 1950 für seine kleinen Rollen im Abspann unerwähnt. Einen erneuten Aufschwung brachte seiner Karriere das beliebter werdende Fernsehen. In der Disney-Serie Disney-Land spielte er den auf einer historischen Gestalt beruhenden Keelboat-Verleiher Mike Fink als wichtigtuerischen Abenteurer. Bei Disney fand man Gefallen an York und setzte ihn 1956 jeweils an der Seite von Fess Parker in größeren Rollen in den Kinofilmen Flußpiraten, Zug der Furchtlosen und In geheimer Mission ein. In der Disney-Kinderbuchverfilmung Johnny Tremain spielte er mit dem Anwalt James Otis Jr. eine weitere historische Gestalt. In dem erfolgreichen Hundefilm Sein Freund Jello verkörperte er 1957 die Rolle des Großvaters Bud Searcy, die er nochmals sechs Jahre später in der weniger beliebten Fortsetzung Im Tal der Apachen aufnahm. In der Westernserie Gold in Alaska war York in den Jahren 1959 und 1960 in einer der Hauptrollen als geruhsamer Goldsucher Reno McKee zu sehen.
In den 1960er-Jahren folgten nur noch wenig lohnenswerte Rollen für York und er beendete seine Filmkarriere 1967 nach einer Nebenrolle in der Komödie Tammy and the Millionaire. Über sein weiteres Leben bis zu seinem Tod 1995 im Alter von 83 Jahren ist offenbar wenig bekannt. Nach einer geschiedenen ersten Ehe war York von 1955 bis zu ihrem Tod 1991 mit Hazel Anna Hakes verheiratet.

## Filmografie (Auswahl)
- 1937: Kid Galahad – Mit harten Fäusten (Kid Galahad)
- 1937: The Devil’s Saddle Legion
- 1940: Lil' Abner
- 1942: Nazi Agent
- 1942: Der Gentleman-Killer (Kid Glove Killer)
- 1945: Schnellboote vor Bataan (They Were Expendable)
- 1946: Die Wildnis ruft (The Yearling)
- 1946: Im Netz der Leidenschaften (The Postman Always Rings Twice)
- 1947: Angst in der Nacht (Fear in the Night)
- 1947: Blondie’s Holiday
- 1947: Die Unbesiegten (Unconquered)
- 1948: Der Rächer von Texas (Panhandle)
- 1948: Die drei Musketiere (The Three Musketeers)
- 1948: Sein Engel mit den zwei Pistolen (The Paleface)
- 1949: Samson und Delilah (Samson and Delilah)
- 1949: Die sündige Stadt (The Inspector General)
- 1949: Vor verschlossenen Türen (Knock on Any Door)
- 1950: Asphalt-Dschungel (The Asphalt Jungle)
- 1950: Vater der Braut (Father of the Bride)
- 1950: Brustbild, bitte! (Watch the Birdie)
- 1951: Der Revolvermann (The Redhead and the Cowboy)
- 1951: Anwalt des Verbrechens (The Unknown Man)
- 1952: Der vierte Mann (Kansas City Confidential)
- 1952: Schüsse in New Mexico (The Duel at Silver Creek)
- 1955–1958: Disney-Land (Disneyland; Fernsehserie, 11 Folgen)
- 1956: Flußpiraten (Davy Crockett and the River Pirates)
- 1956: Zug der Furchtlosen (Westward Ho the Wagons!)
- 1956: In geheimer Mission (The Great Locomotive Chase)
- 1957: Johnny Tremain
- 1957: Sein Freund Jello (Old Yeller)
- 1959: Bronco (Fernsehserie, Folge Backfire)
- 1959: Peter Gunn (Fernsehserie, Folge Pecos Pete)
- 1959–1960: Gold in Alaska (The Alaskans; Fernsehserie, 36 Folgen)
- 1961–1964: Perry Mason (Fernsehserie, 3 Folgen)
- 1963: Im Tal der Apachen (Savage Sam)
- 1966: Daniel Boone (Fernsehserie, Folge Grizzly)
- 1967: Tammy and the Millionaire